# Nyckelsjön (Gåsinge-Dillnäs socken, Södermanland)
Nyckelsjön är en sjö i Gnesta kommun i Södermanland och ingår i Trosaåns huvudavrinningsområde. Sjön har en area på 3,89 kvadratkilometer och ligger 10 meter över havet. Sjön avvattnas av vattendraget Trosaån (Sättraån).

## Delavrinningsområde
Nyckelsjön ingår i det delavrinningsområde (655708-157925) som SMHI kallar för Utloppet av Nyckelsjön. Medelhöjden är 22 meter över havet och ytan är 11,25 kvadratkilometer. Räknas de 26 avrinningsområdena uppströms in blir den ackumulerade arean 139,17 kvadratkilometer. Avrinningsområdets utflöde Trosaån (Sättraån) mynnar i havet. Avrinningsområdet består mestadels av skog (24 procent) och jordbruk (30 procent). Avrinningsområdet har 4,15 kvadratkilometer vattenytor vilket ger det en sjöprocent på 36,9 procent.